# Conociendo a Jane Austen
Conociendo a Jane Austen es una película del año 2007, escrita y dirigida por Robin Swicord y protagonizada por Maria Bello, Emily Blunt y Kathy Baker. Está basada en el libro de Karen Joy Fowler del mismo nombre. 

## Argumento
Cinco mujeres y un hombre se reúnen para comentar y discutir los libros escritos por Jane Austen. A medida que pasa el tiempo, verán cómo sus relaciones comienzan a tener similitud con las descritas en los mismos libros que leen.

## Reparto
- Maria Bello como Jocelyn.
- Emily Blunt como Prudie Drummond.
- Kathy Baker como Bernadette.
- Amy Brenneman como Sylvia Avila.
- Maggie Grace como Allegra Avila.
- Jimmy Smits como Daniel Avila.
- Ed Brigadier como Pastor.
- Kevin Zegers como Trey.
- Marc Blucas como Dean Drummond.
- Catherine Schreiber como Académica.
- Hugh Dancy como Grigg Harris.
- Lynn Redgrave como Mama Sky.
- Gwendoline Yeo como Dr. Samantha Yep.
- Nancy Travis como Cat.

## Premios y nominaciones
| Año  | Premio                     | Categoría                                              | Persona                                           | Resultado |
| ---- | -------------------------- | ------------------------------------------------------ | ------------------------------------------------- | --------- |
| 2008 | Casting Society of America | Mejor Reparto - Película Independiente - Drama/Comedia | Deborah Aquila Mary Tricia Wood Jennifer L. Smith | Nominada  |
| 2008 | GLAAD Media Awards         | Mejor Película                                         | ---                                               | Nominada  |